# Johann Helmont
Johann Baptista van Helmont (ur. 12 stycznia 1579 lub 1580 w Brukseli, zm. 30 grudnia 1644 w Vilvoorde, Niderlandy, obecnie Belgia) – flamandzki lekarz, fizjolog, alchemik, który wykazał istnienie różnych substancji gazowych, m.in. dwutlenku węgla. Jest twórcą terminu „gaz”.

## Życiorys
Był jatrochemikiem, kontynuatorem idei chemii medycznej zainicjowanej przez Paracelsusa. Sugerował za Paracelsusem istnienie siły życiowej zbliżonej do archeusa, od której zależy proces regeneracji organizmu. Sądził, że siła ta pochodzi z żołądka. Wykazał, że za trawienie w żołądku odpowiada kwas, który może zostać zneutralizowany przez substancje zasadowe znajdujące się w jelicie.
Prowadził obserwacje nad tworzeniem się i naturą kamieni nerkowych.
Jego teoria „fermentów” jako czynników wywołujących procesy fizjologiczne była zapowiedzią odkrycia substancji nazywanych dziś enzymami.
Odrzucił koncepcję czterech żywiołów, uważając, że rzeczywistymi pierwiastkami są tylko woda i powietrze. Swoją teorię usiłował udowodnić hodując drzewo w dokładnie odważonej ilości gleby. Przez 5 lat zasilał je wyłącznie wodą i obserwował przyrost masy rośliny (nie znano wówczas zjawiska fotosyntezy).
Uważa się, że Helmont rozpoczął przekształcanie alchemii w chemię. Nie odrzucał jednak mistycyzmu i wierzył w istnienie kamienia filozoficznego.

## Publikacje
Van Helmont opublikował bardzo mało, dopiero pod koniec życia. Stało się tak prawdopodobnie dlatego, że jego pierwsza znana publikacja O magnetycznym leczeniu ran (1621) ściągnęła nań kłopoty związane z prześladowaniem hiszpańskiej inkwizycji. W dziele tym udowadniał, że święte relikwie mogą działać leczniczo dzięki oddziaływaniu magnetycznemu, ponadto zawarł w nim wiele uwag nieprzychylnych scholastyce jezuickiej.
Jest autorem traktatu o leczniczych właściwościach wód w Spa (1624). Pozostałe prace wydał między 1642 a 1644 r.
W 1648 r. jego syn, Franciscus Mercurius van Helmont, na przedśmiertną prośbę ojca wydał wszystkie jego pisma w dziele Ortus Medicinæ („Źródła medycyny”).